# سحابی وستبروک
سحابی وستبروک (انگلیسی: Westbrook Nebula). یک سحابی پیش‌سیاره‌ای دوقطبی است که در صورت فلکی ارابه‌ران قرار دارد. این ستاره توسط ستاره‌ای شکل می‌گیرد که از مرحله غول سرخ عبور کرده و همجوشی هسته‌ای را در هسته خود متوقف کرده‌است. این ستاره در مرکز سحابی پنهان شده‌است و گاز و غبار را با سرعتی تا ۲۰۰ کیلومتر بر ثانیه به بیرون پرتاب می‌کند.این سحابی به افتخار ویلیام ای. وستبروک، که در سال ۱۹۷۵ درگذشت، نامگذاری شده‌است.